# Orchestre symphonique national du Costa Rica
L'Orchestre Symphonique National du Costa Rica (en espagnol Orquesta Sinfónica Nacional OSN) est une institution publique culturelle costaricienne, sous la tutelle du Centre National de Musique, et donc faisant partie du Ministère de la Culture et de la Jeunesse du Costa Rica. Son siège se trouve à San José.  
L'OSN a pour objectif la diffusion de la musique classique, ainsi que du chant choral et des arts lyriques, outre la charge de la formation instrumentale dans le pays.  L'orchestre est intégré par soixante-douze musiciens professionnels, dont 87% costariciens, la plupart formés par la même institution qui réalise entre 70 et 90 concerts à l'an, divisés en six saisons.
Son actuel directeur titulaire est l'américain Carl St. Clair.

## Histoire
Le premier orchestre symphonique en Costa Rica a été fondé en 1940, créé par le directeur uruguayen Hugo Maniari et le costaricien Alfredo Serrano. Il a été subventionné par le gouvernement du président Rafael Ange Calderón Guardia et il a fait partie du Ministère d'Éducation Publique.
L'Orchestre Symphonique National a été réorganisé en 1970 avec la création du Ministère de Culture et Jeunesse, en étant président José Figueres Ferrer qui avait comme devise "à quoi servent les tracteurs s'il n y a pas des violons" pour promouvoir l'engagement de l'État dans la culture.  Cette réorganisation a été conduite directement par le ministre et le vice-ministre, , respectivement, l'écrivain Alberto Cañas Escalante  et Guido Sáenz González, dont les principaux objectifs consistèrent à élever la qualité de la formation des musiciens nationaux membres de l'OSN, outre l'achat d'instruments et l'organisation d'un programme éducatif adjoint à l'orchestre. Sous cette nouvelle structure, et sous la direction de Geral Brown, l'OSN a donné son premier concert en octobre 1971.
Une nouvelle restructuration de l'orchestre a eu lieu sous le premier gouvernement d'Óscar Arias Sánchez, ce qui a permis que l'OSN, sous la direction du maître Irwin Hoffman, obtienne un grand niveau d'exécution, avec des présentations accueillies par le public en d'autres pays comme l'Espagne, les États-Unis, le Mexique, le Panama, la Hongrie, la Tchécoslovaquie, l'Allemagne et Taïwan.  En 1994, l'OSN enregistra deux disques compacts avec de la musique des compositeurs costariciens, ainsi que de la musique nationale et internationale.
En 2004, le directeur japonais Chosei Kumatsu remplaça Hoffman comme directeur titulaire.  L'année suivante, l'OSN réalisa une tournée au Japon dans des diverses villes, interprétant la musique des compositeurs costariciens comme Benjamín Gutiérrez et Eddie Mora. Entre 2001 et 2014, l'OSN réalisa des tournées internationales au Japon (2005), au Nicaragua, aux États-Unis, au Mexique (2013) et Cuba (2014).
Carl St. Clair prit le poste de directeur titulaire en 2014 avec un concert dans le Théâtre Populaire Melico Salazar. Entre 2013 et 2014, l'OSN a enregistré quatre disques, parmi lesquels deux ont été nommés aux Grammy Latin 2013 (Bossa Nova Symphonique et Musique de Compositeurs Costariciens). 
En 2015, à l'occasion de son 75e anniversaire, l’OSN réalise des concerts dans les sept provinces du Costa Rica.